# Ailertchen

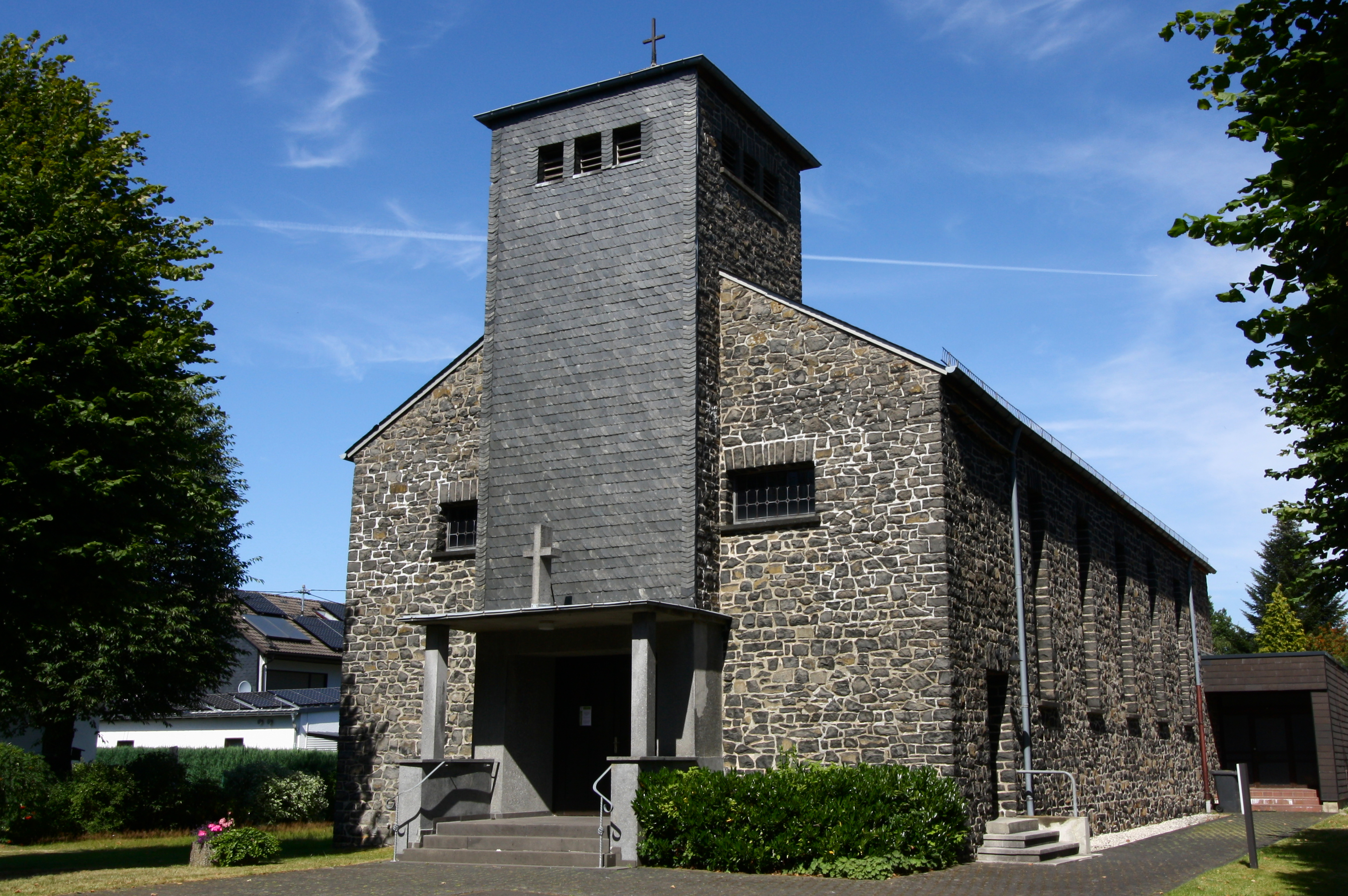
Die Kirche St. Wendelin

Ailertchen ist eine Ortsgemeinde im Westerwaldkreis in Rheinland-Pfalz. Sie gehört der Verbandsgemeinde Westerburg an.

## Geographie
Ailertchen liegt sechs Kilometer nordwestlich von Westerburg auf einer weiten Ebene. Im Gemeindegebiet entspringt der Elbbach, der zum Wassereinzugsgebiet der Lahn gehört.
Zu Ailertchen gehört der Wohnplatz Ahlsberg.

## Geschichte
Im Jahre 930 wurde Ailertchen erstmals urkundlich erwähnt.  Für 1721 sind erstmals ein Bürger- oder Bauernmeister sowie Wald- und Flurschützen erwähnt. Ein Jahr später wird eine Mühle als neue Mühle genannt. Der Ort gehörte zum Kirchspiel und Gericht Höhn. Für 1525 sind zehn Hausgesesse überliefert, für 1603 66 Einwohner. 1750 wurden 189 Einwohner gezählt und 1809 210 Einwohner.
Bevölkerungsentwicklung
Die Entwicklung der Einwohnerzahl der Gemeinde Ailertchen, die Werte von 1871 bis 1987 beruhen auf Volkszählungen:
| Jahr | Einwohner |
| ---- | --------- |
| 1815 | 222       |
| 1835 | 270       |
| 1871 | 253       |
| 1905 | 301       |
| 1939 | 470       |
| 1950 | 500       |
| 1961 | 474       |

| Jahr | Einwohner |
| ---- | --------- |
| 1970 | 544       |
| 1987 | 542       |
| 1997 | 614       |
| 2005 | 637       |
| 2011 | 611       |
| 2017 | 591       |
| 2023 | 642       |

## Politik

### Bürgermeister
Tobias Kexel wurde 2024 vom Gemeinderat zum Ortsbürgermeister von Ailertchen gewählt.
Seine Vorgängerin war Cathrin Michel-Baldus seit 2017, nachdem sie bei der Direktwahl am 22. Januar 2017 mit 63,11 % der Stimmen gewählt wurde. Bei der regulären Direktwahl am 26. Mai 2019 wurde sie mit einem Stimmenanteil von 79,37 % für weitere fünf Jahre in ihrem Amt bestätigt. Zur Direktwahl am 9. Juni 2024 gab es keine Bewerbungen, sodass die Wahl durch den Gemeinderat erfolgen musste.
Vorgänger von Cathrin Michel-Baldus waren der 2014 gewählte Christian Mies, der nach zweieinhalb Jahren das Amt aus beruflichen Gründen niederlegte, Ilona Rendler und Peter Mosler.

### Wappen
| Wappen von Ailertchen | Blasonierung: „Geviert von Gold und Rot, in 1 ein rotes achtspeichiges Rad, in 2 ein wachsender, linksschräger, goldener Abtstab, in 3 ein linksschräger, spitz zulaufender, goldener Wellenbalken, darin zwei schwarze Wellenfäden und in vier ein linksschreitender, roter Kiebitz.“ |
| Wappen von Ailertchen | |

### Partnergemeinde
- Lety

## Kulturdenkmäler
Siehe Liste der Kulturdenkmäler in Ailertchen

## Verkehr
- Auf dem Verkehrslandeplatz Ailertchen (EDGA) können Leicht- und Segelflugzeuge bis 2000 kg auf der Grasbahn landen.
- Direkt durch die Gemeinde verläuft die Bundesstraße 255, die von Montabaur nach Herborn führt. Die nächste Autobahnanschlussstelle ist Montabaur an der A 3 in ca. 23 km Entfernung; ein weiterer Autobahnanschluss der A 3 ist Richtung Limburg über die Bundesstraße 54 erreichbar und liegt 28 km entfernt. In Richtung Herborn über die B 255 ist die Bundesautobahn 45 zu erreichen.
- Der nächstgelegene ICE-Halt ist der Bahnhof Montabaur an der Schnellfahrstrecke Köln–Rhein/Main.